# 瑞保 (乾隆進士)
瑞保（1755年—1788年），字执桓，号芝轩，钮祜禄氏，满洲镶黄旗人。清朝官员，进士出身。

## 生平
乾隆三十九年（1774）甲午举人，四十年（1775）乙未进士。官至翰林院检讨、内阁学士兼礼部侍郎，晋赠光禄大夫。曾任镶黄旗满洲第五㕘領第十五佐領，卒于任上（据《钦定八旗通志》）。

## 家庭
- 高祖遏必隆；
- 曾祖阿靈阿；
- 祖阿尔松阿；
- 父亲穆克登曾任头等侍卫，晋赠武翼大夫；
- 嫡母吴朗吉漢爾门氏；
- 妻子爱新觉罗氏；
- 儿子德英曾任内阁学士；
- 孙子桂成则是咸丰元年的荫生；[3]
- 姐姐是乾隆帝誠嬪。